# The Man of It
The Man of It est un film muet américain sorti en 1915.

## Fiche technique
- Date de sortie :  États-Unis : 29 mai 1915

## Distribution
- Jack Conway : Tom Hood
- Irene Hunt : Mary
- Vester Pegg
- Margery Wilson
- Ben Lewis
- William Lowery
- Elinor Stone